# موریاکوف
موریاکوف (به لاتین: Moryakov) یک منطقهٔ مسکونی در روسیه است که در استان آستراخان واقع شده‌است.